# Rotoa distincta
Rotoa distincta là một loài bướm đêm trong họ Noctuidae.